# Pietro Ottoboni (kardinal)
Pietro Ottoboni, född 2 juli 1667 i Venedig, död 29 februari 1740 i Rom, var en italiensk kardinal och betydande konstmecenat. Han var ärkepräst av San Giovanni in Laterano från 1730 till 1740. Som mecenat gynnade han bland andra Filippo Juvarra, Giovanni Battista Vaccarini, Sebastiano Conca, Sebastiano Ricci, Francesco Trevisani och Giuseppe Maria Crespi.

## Biografi
Pietro Ottoboni var enda barn till general Antonio Ottoboni och Maria Moretti. 
Den 7 november 1689 upphöjde hans farfars bror påven Alexander VIII Ottoboni till kardinaldiakon med San Lorenzo in Damaso som titeldiakonia pro illa vice. År 1691 deltog han i konklaven, vilken valde Innocentius XII till ny påve, år 1700 i konklaven, som valde Clemens XI, år 1721 i konklaven, som valde Innocentius XIII samt 1724 i konklaven, som valde Benedikt XIII. I juni 1724 blev Ottoboni kardinalpräst av San Lorenzo in Damaso och prästvigdes påföljande månad.
I januari 1725 utnämndes Ottoboni till kardinalbiskop av Sabina och biskopsvigdes den 4 februari samma år av påve Benedikt XIII. Påven assisterades vid detta tillfälle av kardinalerna Fabrizio Paolucci och Francesco Barberini. Ottoboni deltog i konklaven 1730, vilken valde Clemens XII till ny påve.
Kardinal Ottoboni avled under konklaven 1740 och är begravd i Cappella del Santissimo Sacramento i San Lorenzo in Damaso i Rom.

## Bilder
| - Cappella del Santissimo Sacramento i San Lorenzo in Damaso. |

### Webbkällor
- ”OTTOBONI, Pietro (1667–1740)” (på engelska). The Cardinals of the Holy Roman Church. Salvador Miranda. Arkiverad från originalet den 23 februari 2018. https://archive.today/20180223041153/http://webdept.fiu.edu/~mirandas/bios1689.htm%23Ottoboni#Ottoboni. Läst 23 februari 2018.
- ”Pietro Cardinal Ottoboni” (på engelska). Catholic Hierarchy. Arkiverad från originalet den 23 februari 2018. https://archive.today/20180223041314/http://www.catholic-hierarchy.org/bishop/bottop.html. Läst 23 februari 2018.